# E (constantă matematică)
Constanta matematică e este un număr irațional transcendent care poate fi caracterizat în mai multe moduri. Este bază a logaritmilor naturali. O proprietate esențială este că valoarea derivatei funcției f(x) = ex în punctul x = 0 este exact 1. Funcția ex este numită funcție exponențială, și inversa ei este logaritmul natural, sau logaritmul în baza e.

e este singurul număr real cu proprietatea că valoarea derivatei f(x) = e^{x} (linia albastră) în punctul x = 0 este exact 1. Pentru comparație sunt arătate funcțiile exponențiale de alte baze 2^{x} (linia punctată) și 4^{x} (linia întreruptă); ele nu sunt tangente la linia de pantă 1 (linia roșie).

Numărul e este uneori numit și numărul lui Euler după matematicianul elvețian Leonhard Euler, sau constanta lui Napier în cinstea matematicianului scoțian John Napier, care a introdus logaritmii (e nu trebuie confundat cu γ, constanta Euler-Mascheroni, și ea numită uneori constanta lui Euler). Lui Jakob Bernoulli i se datorează punerea în evidență a acestui număr ce nu era cunoscut în Antichitate, prin studiul acumulării masei monetare în conturi bancare, fenomen numit dobândă compusă.
Deoarece e este un număr irațional (și transcendent), valoarea sa nu poate fi dată cu un număr finit sau infinit periodic de zecimale. O valoare aproximativă, cu 20 de zecimale exacte, este e≈2,71828 18284 59045 23536. Apare în suma infinită de fracții a inverselor factorialelor numerelor întregi de la 0 la n, n infinit.

## Istoric
Prima referință la această constantă datează din 1618, un tabel dintr-o anexă a unei lucrări despre logaritmi, scrisă de John Napier. Totuși, aici nu era menționată constanta însăși, ci doar o listă de logaritmi naturali calculați pe baza ei. Se presupune că acel tabel a fost alcătuit de William Oughtred. "Descoperirea" constantei însăși îi este atribuită lui Jakob Bernoulli, care a încercat să găsească valoarea următoarei expresii (care este de fapt chiar e) întâlnite la determinarea dobânzii compuse:
{\displaystyle \lim _{n\to \infty }\left(1+{\frac {1}{n}}\right)^{n}.}
Prima utilizare cunoscută a constantei, notată cu b, este în corespondența dintre Gottfried Leibniz și Christiaan Huygens în 1690 și 1691. Leonhard Euler a început să folosească litera e în notația lui în 1727, iar prima utilizare a lui e într-o publicație a fost în Mechanica lui Euler (1736). Deși în anii care au urmat unii cercetători foloseau litera c, e era mai des utilizat și în cele din urmă a devenit notația consacrată.
Nu se cunosc exact motivele care au stat în spatele alegerii literei e, dar ar putea fi că este prima literă a cuvântului exponențial. O altă posibilitate ar fi că Euler a folosit-o pentru că era prima vocală după a, pe care el o folosea deja pentru un alt număr, dar motivul pentru care el folosea vocale în notații este necunoscut. Nu este probabil ca Euler să fi ales e pentru că este inițiala numelui său, deoarece el era un om modest care avea grijă să acorde credit muncii altora.

## Definiție
Propoziție.
Fie șirul definit prin:  {\displaystyle x_{n}=\left(1+{\frac {1}{n}}\right)^{n}\;(n\geq 1).} 
Atunci  {\displaystyle (x_{n})_{n\geq 1}}  este strict crescător și majorat, deci este convergent; limita sa se notează cu e și există relația:  {\displaystyle 2<e<3.} 
Demonstrație.
Se consideră șirul  {\displaystyle y_{n}=\left(1+{\frac {1}{n}}\right)^{n+1}\;(n\geq 1).} 
Inegalitatea lui Bernoulli furnizează relația:
{\displaystyle (1+t)^{n}>1+nt,\;\forall t\in (-1,\infty )\setminus \{0\},\;\forall n\in \mathbb {N} .}
Rezultă:
{\displaystyle {\frac {y_{n}}{y_{n+1}}}=\left({\frac {n+1}{n}}\right)^{n+1}:\left(\left({\frac {n+2}{n+1}}\right)^{n+1}\cdot {\frac {n+2}{n+1}}\right)=\left({\frac {(n+1)^{2}}{n^{2}+2n}}\right)^{n+1}\cdot {\frac {n+1}{n+2}}=}
{\displaystyle =\left(1+{\frac {1}{n^{2}+2n}}\right)^{n+1}\cdot {\frac {n+1}{n+2}}>\left(1+{\frac {n+1}{n^{2}+2n}}\right)\cdot {\frac {n+1}{n+2}}={\frac {n(n+2)^{2}+1}{n(n+2)^{2}}}>1,}
deci  {\displaystyle y_{n}>y_{n+1}}  și deci  {\displaystyle (y_{n})_{n\geq 1},}  este strict descrescător.
Analog,  {\displaystyle (\forall )n\geq 1}  se obține:
{\displaystyle {\frac {x_{n+1}}{x_{n}}}=\left({\frac {n+2}{n+1}}\right)^{n+1}:\left(\left({\frac {n+1}{n}}\right)^{n+1}\cdot {\frac {n}{n+1}}\right)=\left({\frac {n^{2}+2n}{(n+1)^{2}}}\right)^{n+1}\cdot {\frac {n+1}{n}}=}
{\displaystyle =\left(1-{\frac {1}{(n+1)^{2}}}\right)^{n+1}\cdot {\frac {n+1}{n}}>\left(1-{\frac {n+1}{(n+1)^{2}}}\right)\cdot {\frac {n+1}{n}}=1,}
deci  {\displaystyle x_{n+1}>x_{n}}  și deci  {\displaystyle (x_{n})_{n\geq 1}}  este strict crescător.
Evident,  {\displaystyle (\forall )n\geq 1}  există relația:
{\displaystyle 0<y_{n}-x_{n}=\left(1+{\frac {1}{n}}\right)^{n}\cdot {\frac {1}{n}}\leq {\frac {y_{n}}{n}}\leq {\frac {y_{1}}{n}}\to 0\;\;\;(n\to \infty ),}
deci șirurile  {\displaystyle (x_{n})_{n\geq 1}}  și  {\displaystyle (y_{n})_{n\geq 1}}  sunt convergente și limitele acestora sunt egale.
Este clar că:
{\displaystyle 2=x_{1}<e<y_{4}=\left(1+{\frac {1}{4}}\right)^{5}={\frac {3125}{1024}}<3.}

## Aplicații

### Problema dobânzii compuse
Jakob Bernoulli a descoperit această constantă studiind o problemă privind modul de acumulare pentru dobânda compusă.
Un exemplu simplu este un cont care pornește cu 1,00 (un leu) și plătește 100% dobândă pe an. Dacă dobânda este capitalizată o dată, la sfârșitul anului, valoarea contului este 2,00 (doi lei); dar dacă este capitalizată și adunată de două ori pe an, 1 este înmulțit cu 1,5 de două ori, dând 1,00×1,5² = 2,25. Capitalizând de patru ori, rezultă 1,00×1,254 = 2,4414…, și capitalizând lunar se obține 1,00×(1,0833…)12 = 2,613035….
Bernoulli a observat că acest șir se apropie de o valoare limită pentru intervale de capitalizare din ce în ce mai mici și mai apropiate. Capitalizarea săptămânală dă 2,692597…, iar capitalizarea zilnică dă 2,714567…, cu doar doi bani mai mult. 
Folosind n ca număr de intervale, cu dobânda de {\displaystyle {\frac {1}{n}}} pe fiecare interval, limita pentru n mare este numărul ajuns să fie cunoscut ca e; cu capitalizare continuă, valoarea contului va atinge 2,7182818…. Mai general, un cont care pornește de la o unitate monetară și produce (1+r) unități monetare la dobândă simplă va da er unități monetare la dobândă capitalizată continuu.

### Testele Bernoulli
Numărul e are aplicații și în teoria probabilităților, unde apare într-un mod fără o legătură evidentă cu creșterea exponențială. Presupunând că un jucător joacă la un joc mecanic cu probabilitatea de câștig de 1 din n, el jucând de n ori. Atunci, pentru n mare (cum ar fi un milion) probabilitatea ca jucătorul să nu câștige nimic este (aproximativ) {\displaystyle {\frac {1}{e}}}.
Acesta este un exemplu de test Bernoulli. De fiecare dată când jucătorul joacă, are o șansă dintr-un milion să câștige. Jucând de un milion de ori, șansele de câștig sunt exprimate de distribuția binomială, strâns legată de binomul lui Newton. Probabilitatea de a câștiga de k ori dintr-un milion este;
{\displaystyle {\binom {10^{6}}{k}}\left(10^{-6}\right)^{k}(1-10^{-6})^{10^{6}-k}.}
În particular, probabilitatea de câștig de k=0 ori este
{\displaystyle \left(1-{\frac {1}{10^{6}}}\right)^{10^{6}}.}
Aceasta este foarte aproape de următoarea limită pentru 1/e:
{\displaystyle {\frac {1}{e}}=\lim _{n\to \infty }\left(1-{\frac {1}{n}}\right)^{n}.}

### Problema pălăriilor
O altă aplicație a lui e, descoperită și ea parțial de Jacob Bernoulli împreună cu Pierre Raymond de Montmort este problema pălăriilor. Aici n musafiri sunt invitați la o petrecere, și la intrare fiecare își lasă pălăria la garderobă unde fiecare este pusă în cutii etichetate. Dar la garderobă nu se cunosc numele musafirilor, deci sunt puse în cutii etichetate aleator. Problema lui de Montmort este: Care este probabilitatea ca niciuna din pălării să nu fie pusă în cutia potrivită? Soluția este:
{\displaystyle p_{n}=1-{\frac {1}{1!}}+{\frac {1}{2!}}-{\frac {1}{3!}}+\cdots +(-1)^{n}{\frac {1}{n!}}.}
Când numărul n de musafiri tinde la infinit, pn tinde la 1/e. Mai mult, numărul de moduri în care pălăriile pot fi puse în cutii astfel încât niciuna din ele să nu fie în cutia corespunzătoare este exact n!/e, rotunjit la cel mai apropiat întreg.

## eîn analiza matematică

logaritm natural din e, ln(e), este egal cu 1

Motivul principal pentru introducerea numărului e, în particular în analiza matematică, este pentru a simplifica efectuarea operațiilor de derivare și integrare nedefinită cu funcții exponențiale și logaritmi. O funcție exponențială generală y=ax are derivata dată ca limita:
{\displaystyle {\frac {d}{dx}}a^{x}=\lim _{h\to 0}{\frac {a^{x+h}-a^{x}}{h}}=\lim _{h\to 0}{\frac {a^{x}a^{h}-a^{x}}{h}}=a^{x}\left(\lim _{h\to 0}{\frac {a^{h}-1}{h}}\right).}
Limita din dreapta este independentă de variabila x, ea depinde doar de baza a. Când baza este e, această limită este egală cu unu, și astfel e este simbolic definit de ecuația:
{\displaystyle {\frac {d}{dx}}e^{x}=e^{x}.}
În consecință, funcția exponențială cu baza e este potrivită pentru analiza matematică deoarece alegerea lui e, în comparație cu alegerea oricărui alt număr, ca bază a funcției exponențiale simplifică mult calculele privind derivata.
Un alt motiv vine din considerarea logaritmului în bază a. Considerând definiția derivatei lui logax ca limita:
{\displaystyle {\frac {d}{dx}}\log _{a}x=\lim _{h\to 0}{\frac {\log _{a}(x+h)-\log _{a}(x)}{h}}={\frac {1}{x}}\left(\lim _{u\to 0}{\frac {1}{u}}\log _{a}(1+u)\right).}
Din nou, este o limită nedeterminată care depinde doar de baza a, iar dacă această bază este e, limita este unu. Deci simbolic,
{\displaystyle {\frac {d}{dx}}\log _{e}x={\frac {1}{x}}.}
Logaritmul cu această bază particulară se numește logaritm natural (adesea notat cu "ln"), și acesta se comportă bine la derivare deoarece nu există o limită nedeterminată care să încarce calculele.
Există deci două moduri în care se poate alege numărul particular a=e. Unul este de a pune derivata funcției exponențiale ax egală cu funcția ax însăși. Celălalt mod este de a pune derivata logaritmului în bază a egal cu 1/x. În orice caz, se ajunge la o alegere convenabilă a bazei pentru efectuarea operațiilor din analiză. De fapt, cele două baze sunt una și aceeași, numărul e.

### Alte caracterizări
Sunt posibile și alte caracterizări ale lui e: una este ca limita unui șir, alta este ca suma unei serii, iar altele se bazează pe calculul integral. Deocamdată, se pot introduce următoarele două proprietăți echivalente:
1. Numărul e este singurul număr real pozitiv cu proprietatea că
{\displaystyle {\frac {d}{dt}}e^{t}=e^{t}.}
2. Numărul e este singurul număr real pozitiv cu proprietatea că
{\displaystyle {\frac {d}{dt}}\log _{e}t={\frac {1}{t}}.}
Următoarele definiții alternative sunt și ele demonstrate ca fiind echivalente:
3. Numărul e este limita
{\displaystyle e=\lim _{n\to \infty }\left(1+{\frac {1}{n}}\right)^{n}}

Aria de sub graficul funcției y = 1/x este egală cu 1 pe intervalul 1 ≤ x ≤ e.

4. Numărul e este suma seriei inverselor factorialilor
{\displaystyle e=\sum _{n=0}^{\infty }{\frac {1}{n!}}={\frac {1}{0!}}+{\frac {1}{1!}}+{\frac {1}{2!}}+{\frac {1}{3!}}+{\frac {1}{4!}}+\cdots }
unde n! este factorialul lui n.
5. Numărul e este singurul număr real pozitiv cu proprietatea că
{\displaystyle \int _{1}^{e}{\frac {1}{t}}\,dt={1}}
(adică numărul e cu proprietatea că aria de sub hiperbola {\displaystyle f(t)={\frac {1}{t}}} de la 1 la e este egală cu 1).
6. Numărul e este limita
{\displaystyle e=\lim _{n\to \infty }{\frac {n}{\sqrt[{n}]{n!}}}}

## Proprietăți

### Analiza matematică
Funcția exponențială f(x) = ex este importantă în parte pentru că este singura funcție netrivială (până la înmulțirea cu o constantă) care este propria sa derivată, și deci și propria sa primitivă:
{\displaystyle {\frac {d}{dx}}e^{x}=e^{x}}
și
{\displaystyle e^{x}=\int _{-\infty }^{x}e^{t}\,dt}
{\displaystyle =\int _{-\infty }^{0}e^{t}\,dt+\int _{0}^{x}e^{t}\,dt}
{\displaystyle \qquad =1+\int _{0}^{x}e^{t}\,dt}
Exponențiala ex este de regulă definită prin următoarea serie Taylor: 
{\displaystyle e^{x}=1+{x \over 1!}+{x^{2} \over 2!}+{x^{3} \over 3!}+\cdots }

### Funcții asemănătoare cu exponențiala
Numărul x=e este locul unde se află maximul global al funcției
{\displaystyle f(x)=x^{1 \over x}.}
Mai general, {\displaystyle x=\!\ {\sqrt[{n}]{e}}} este maximul global pentru funcția
{\displaystyle \!\ f(x)=x^{1 \over {x^{n}}}}
Expresia
{\displaystyle x^{x^{x^{\cdot ^{\cdot ^{\cdot }}}}}}
converge doar dacă {\displaystyle e^{-e}\leq x\leq e^{1/e},} datorită unei teoreme a lui Leonhard Euler.

### Teoria numerelor
Numărul real e este irațional și, mai mult, transcendent (teorema Lindemann–Weierstrass). A fost primul număr demonstrat a fi transcendent fără a fi construit cu acest scop (spre deosebire de numărul Liouville). Demonstrația a fost dată de Charles Hermite în 1873. O conjectură susține că este și normal.

### Numere complexe
Apare în formula lui Euler, o importantă formulă legată de numere complexe:
{\displaystyle e^{ix}=\cos x+i\sin x,\,\!}
Cazul particular x = π este cunoscut ca identitatea lui Euler:
{\displaystyle e^{i\pi }+1=0.\,\!}
de unde rezultă valoarea logaritmului din numărul întreg negativ -1:
{\displaystyle \log _{e}(-1)=i\pi .\,\!}
Mai mult, folosind proprietățile operației exponențierii și formula lui de Moivre rezultă:
{\displaystyle (\cos x+i\sin x)^{n}=\left(e^{ix}\right)^{n}=e^{inx}=\cos(nx)+i\sin(nx)}
.

## Reprezentări ale luie
Numărul e poate fi reprezentat ca număr real în mai multe moduri: ca o serie, ca produs infinit, ca fracție continuă, sau ca limita unui șir. Principala reprezentare, mai ales în cursurile de analiză matematică introductivă este limita
{\displaystyle \lim _{n\to \infty }\left(1+{\frac {1}{n}}\right)^{n},}
ca și seria
{\displaystyle e=\sum _{n=0}^{\infty }{\frac {1}{n!}}}
dată prin evaluarea seriei de puteri pentru ex la x=1.
Există și alte reprezentări mai rare. De exemplu, e poate fi exprimat cu ajutorul fracției:
{\displaystyle e=2+{\cfrac {1}{1+{\cfrac {1}{{\mathbf {2} }+{\cfrac {1}{1+{\cfrac {1}{1+{\cfrac {1}{{\mathbf {4} }+{\cfrac {1}{\ddots }}}}}}}}}}}}}
Sau, în formă mai compactă:
{\displaystyle e=[[2;1,{\textbf {2}},1,1,{\textbf {4}},1,1,{\textbf {6}},1,1,{\textbf {8}},1,\ldots ,1,{\textbf {2n}},1,\ldots ]]\,}
Care poate fi scrisă mai elegant permițând și zero:
{\displaystyle e=[[1,{\textbf {0}},1,1,{\textbf {2}},1,1,{\textbf {4}},1,1,{\textbf {6}},1,\ldots ]]\,}

### Precizia de aproximare
Numărul de zecimale ale lui e cunoscute a crescut dramatic în ultimele decenii. Aceasta se datorează atât creșterii performanțelor calculatoarelor, cât și dezvoltării de algoritmi.
| Data               | Număr de zecimale | Calcul efectuat de                       |
| ------------------ | ----------------- | ---------------------------------------- |
| 1748               | 18                | Leonhard Euler                           |
| 1853               | 137               | William Shanks                           |
| 1871               | 205               | William Shanks                           |
| 1884               | 346               | J. M. Boorman                            |
| 1946               | 808               | ?                                        |
| 1949               | 2,010             | John von Neumann (pe calculatorul ENIAC) |
| 1961               | 100,265           | Daniel Shanks & John W. Wrench           |
| 1994               | 10,000,000        | Robert Nemiroff & Jerry Bonnell          |
| Mai 1997           | 18,199,978        | Patrick Demichel                         |
| August 1997        | 20,000,000        | Birger Seifert                           |
| Septembrie 1997    | 50,000,817        | Patrick Demichel                         |
| Februarie 1999     | 200,000,579       | Sebastian Wedeniwski                     |
| Octombrie 1999     | 869,894,101       | Sebastian Wedeniwski                     |
| 21 noiembrie 1999  | 1,250,000,000     | Xavier Gourdon                           |
| 10 iulie 2000      | 2,147,483,648     | Shigeru Kondo & Xavier Gourdon           |
| 16 iulie 2000      | 3,221,225,472     | Colin Martin & Xavier Gourdon            |
| 2 august 2000      | 6,442,450,944     | Shigeru Kondo & Xavier Gourdon           |
| 16 august 2000     | 12,884,901,000    | Shigeru Kondo & Xavier Gourdon           |
| 21 august 2003     | 25,100,000,000    | Shigeru Kondo & Xavier Gourdon           |
| 18 septembrie 2003 | 50,100,000,000    | Shigeru Kondo & Xavier Gourdon           |
| 27 aprilie 2007    | 100,000,000,000   | Shigeru Kondo & Steve Pagliarulo         |

## Primele 200 de zecimale ale luie
{\displaystyle {\begin{aligned}e=2{,}&71828\,18284\,59045\,23536\,02874\,71352\,66249\,77572\,47093\,69995\\&95749\,66967\,62772\,40766\,30353\,54759\,45713\,82178\,52516\,64274\\&27466\,39193\,20030\,59921\,81741\,35966\,29043\,57290\,03342\,95260\\&59563\,07381\,32328\,62794\,34907\,63233\,82988\,07531\,95251\,01901\ldots \end{aligned}}}

## e în cultura informatică
În cultura internet contemporană, adesea persoane și organizații aduc omagiu numărului e.
De exemplu, în oferta publică inițială a companiei Google, din 2004, compania și-a anunțat intenția de a strânge investiții de 2.718.281.828 de dolari (în locul unei sume rotunde) ceea ce înseamnă e miliarde de dolari rotunjit la dolar. Tot Google a fost răspunzătoare pentru un misterios panou publicitar care a apărut în mijlocul Silicon Valley, și mai târziu în Cambridge, Massachusetts, Seattle, Washington, și Austin, Texas. Pe el scria {primul număr prim de 10 cifre compus din cifre consecutive ale lui e}.com. Rezolvarea acestei probleme și vizitarea respectivului site ducea la o problemă și mai dificil de rezolvat, care la rândul ei ducea la Google Labs unde vizitatorul era invitat să-și trimită un curriculum vitae. Primul număr prim de 10 cifre din e este 7427466391, care începe la a 99-a cifră a lui e. (Un șir aleator de cifre are o probabilitate de 98.4% să înceapă un număr prim de 10 cifre mai curând.)
Altădată, eminentul informatician Donald Knuth a făcut ca numerele de versiune ale programului său METAFONT să tindă spre e. versiunile erau 2, 2.7, 2.71, 2.718, și așa mai departe.